# Johann von Erlach (Schultheiss)

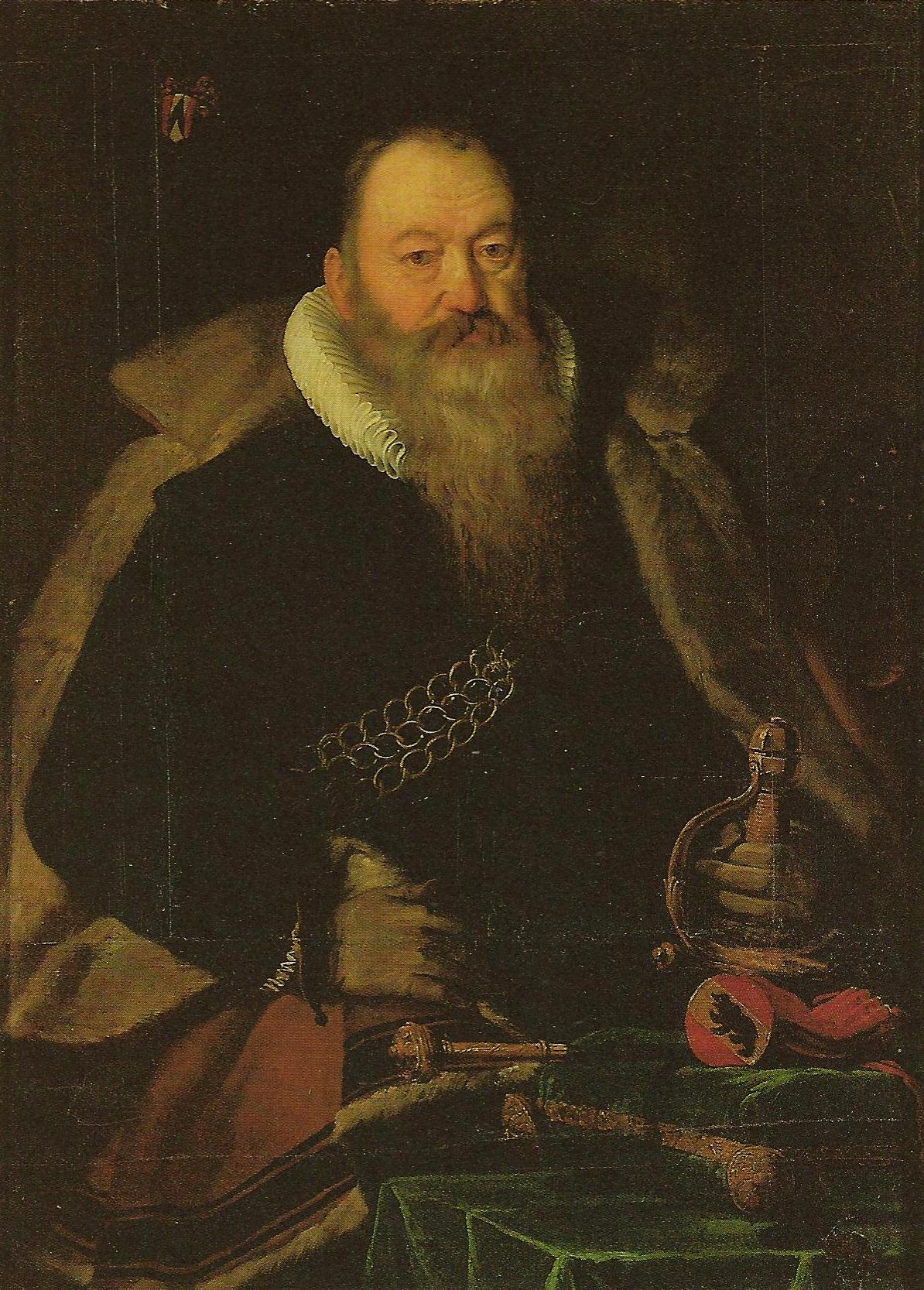
Johann von Erlach

Johann von Erlach (* 1474 in Bern; † 1539) war Schultheiss der Stadt Bern.

## Leben
Der adlige Johann von Erlach heiratete 1500 die ebenfalls adlige Magdalena von Mülinen. Er war Herr zu Hindelbank, Jegenstorf, Riggisberg und Spiez. Erlach sass ab 1501 im Grossen Rat, war 1506 Landvogt von Grandson, 1508 Mitglied des Kleinen Rats und 1519 bis 1539 Schultheiss von Bern. Er war 1511 bernischer Gesandter nach Neuenburg, 1512 nach Genf zum Herzog von Savoyen, Karl III., und nach Venedig zu Papst Julius II. Er nahm 1513 im Zug nach Dijon und 1515 nach Mailand teil und war 1528 Oberbefehlshaber in den Oberländer Reformationsunruhen und Hauptmann im Ersten und Zweiten Kappelerkrieg.
1517–1518, kurz vor der Reformation, liess er in Hindelbank eine neue Kirche bauen. Unter den wertvollen Bildfenstern, die 1911 bei einem Brand zerstört wurden, befand sich auch ein Stifterbild, das den Erbauer der Kirche in Ritterrüstung kniend zeigt (vor Christus, der gegenüber dargestellt war), präsentiert von seinem Namenspatron Johannes.

## Archive
- Bestände zu Johann von Erlach in der Burgerbibliothek Bern